# Gallien

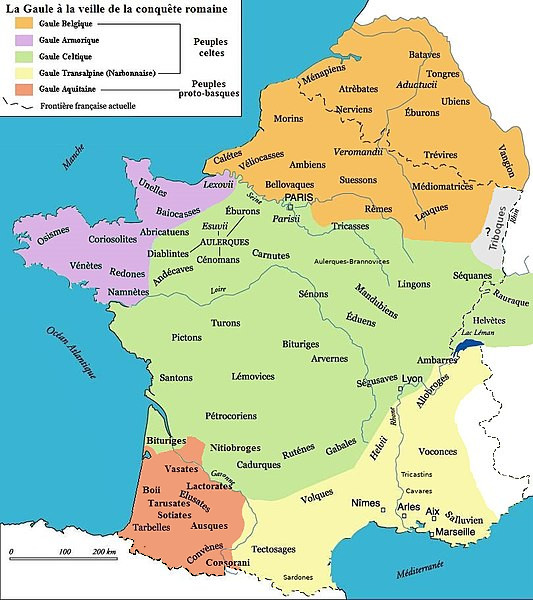
Karte Galliens und seiner Stämme vor der vollständigen Eroberung durch Caesar 58 v. Chr.

Als Gallien (lateinisch Gallia) bezeichneten die Römer den Raum, der überwiegend von jenem Teil der keltischen Volksgruppen besiedelt war, den die Römer Gallier (Galli) nannten. Caesar nennt außerdem Belger und Aquitanier (Belgae und Aquitani) als Bewohner des Gebiets.
Das 1875 entdeckte chemische Element Gallium wurde nach Gallien als dem angenommenen Vorläufer Frankreichs benannt.

## Geographische Lage

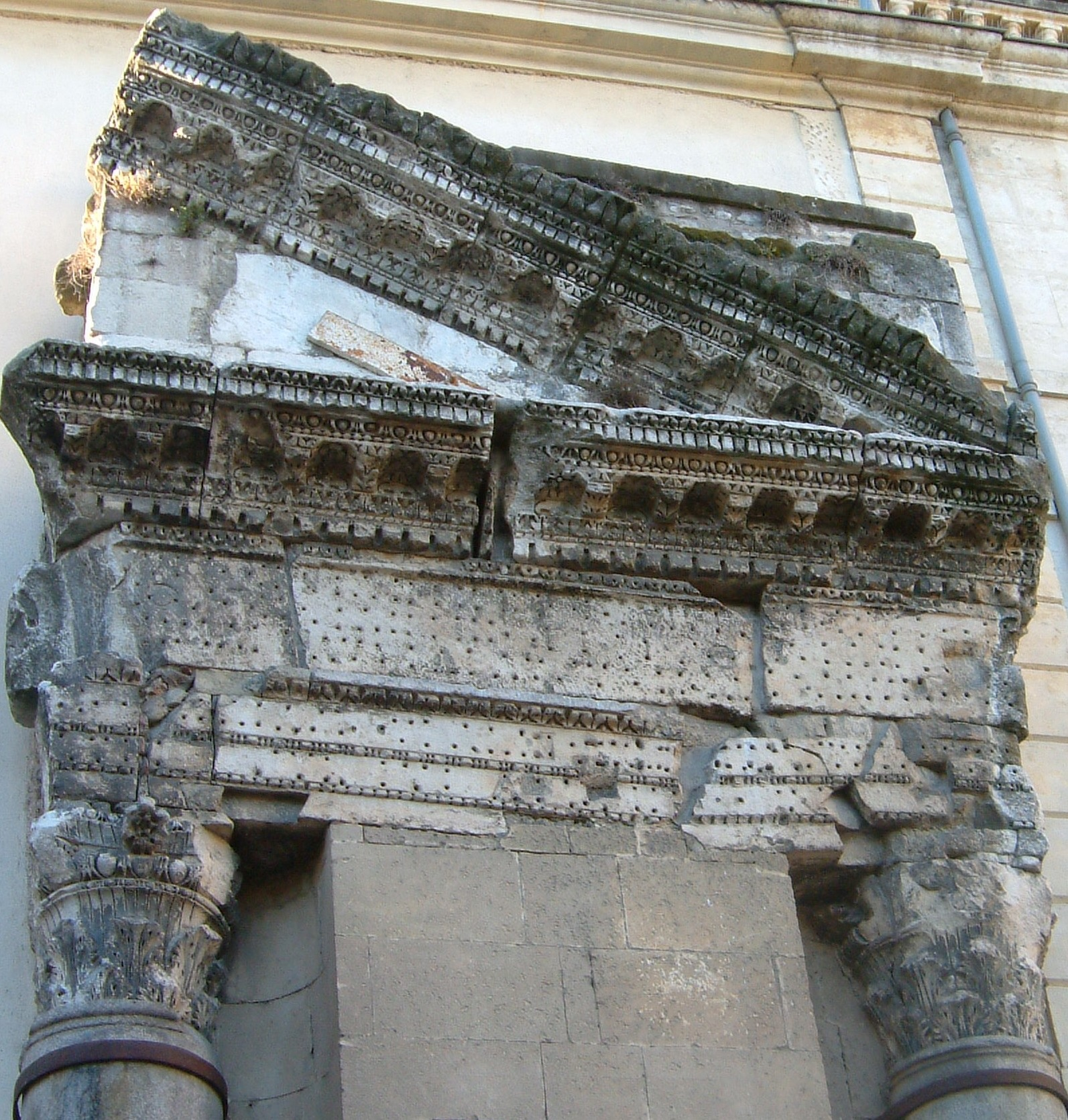
Reste aus dem römischen Gallien in Arles

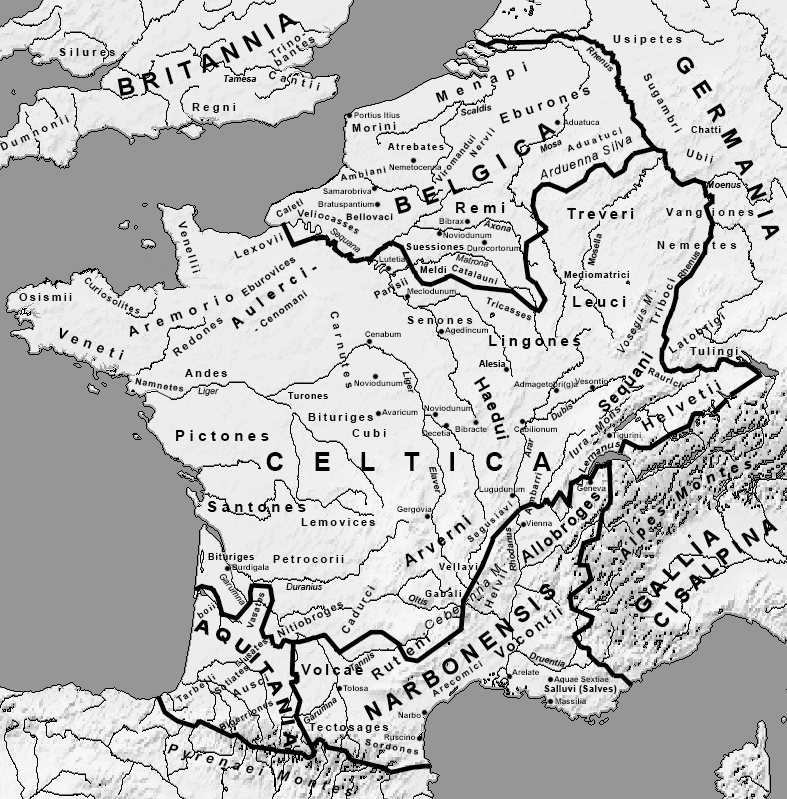
Römische Provinzen und Stämme in Gallien im späten 1. Jh. v. Chr.

Gemeinhin wird angenommen, die Idee, nur das Gebiet zwischen Pyrenäen und Rhein als Gallien zu bezeichnen, obwohl auch rechts des Rheins und südlich der Pyrenäen Kelten siedelten, gehe auf Caesar zurück. In modernen geographischen Begriffen gesprochen, entspricht dieses Gallien im Wesentlichen dem heutigen Frankreich, Belgien, Teilen Westdeutschlands (Trier lag in Gallien) sowie ein nordwestliches Drittel der Schweiz und Norditalien, also dem Gebiet zwischen dem Rhein im Osten, den Alpen und dem Mittelmeer im Süden, den Pyrenäen und dem Atlantik im Westen sowie dem Ärmelkanal und der Nordsee im Norden. Die Poebene gehörte bis ca. 200 v. Chr. nicht zum Römischen Reich, sondern zu Gallien. Um das Jahr 200 v. Chr. eroberten die Römer dieses keltische Gebiet und nannten es spätestens ab sullanischer Zeit Gallia cisalpina, Gallien diesseits der Alpen. Seine Einwohner bekamen von Caesar das römische Bürgerrecht; die Gallia cisalpina verlor in der Folgezeit ihre keltische Prägung und wurde zu einem Teil Italiens. Zur Unterscheidung bezeichnete man das Gebiet jenseits der Alpen als Gallia transalpina, später als Gallia Narbonensis.

## Geschichte

### Kelten
Vor der keltischen Besiedlung sind mehrere Kulturen archäologisch belegt. Seit etwa 700 v. Chr. bis 600 v. Chr. wurde Gallien von keltischen Volksgruppen besiedelt, die das Gallische, eine keltische Sprache, in diesem Gebiet einführten. Die nichtkeltischen Stämme der Iberer nördlich der Pyrenäen und der Ligurer am Mittelmeer blieben dabei vorerst eigenständig.
Etwa im Jahre 600 v. Chr. gründeten ionische Griechen an der Mündung der Rhone die Stadt Massilia (heute Marseille). Massilia entwickelte sich zu einer bestimmenden Stadt in der Region.
Das Gebiet in der Poebene, das von den keltischen Stämmen der Cenomanen, Insubrer und Boier besiedelt wurde, kam 203 v. Chr. unter römische Herrschaft. Das Gebiet wurde zur römischen Provinz Gallia cisalpina.

### Römische Eroberung
Ab 125 v. Chr. begann Rom mit der Eroberung der Mittelmeerküste sowie des Rhônetals. 122 v. Chr. gründeten die Römer die Stadt Aquae Sextiae (das heutige Aix-en-Provence). 121 v. Chr. richteten die Römer die Provinz Gallia Narbonensis (etwa die heutige Provence und das heutige Languedoc) mit dem wenig später (118 v. Chr.) gegründeten Verwaltungszentrum Narbo ein.
113 v. Chr. begann der Einfall der germanischen Kimbern und Teutonen in das heutige Südfrankreich und Oberitalien. Im Jahr 105 v. Chr. konnten diese Stämme zwei römische Heere an der Rhône bei Arausio schlagen, was in Rom zu Panik führte. Erst im Jahr 102 v. Chr. besiegte der römische Feldherr Gaius Marius die Teutonen bei Aquae Sextiae. 101 v. Chr. siegte Marius in Oberitalien nahe dem Ort Vercellae (Vercelli) dann auch über die Kimbern.
In den Jahren 58–51 v. Chr. wurde Gallien bis zum Rhein vom römischen Feldherrn Gaius Iulius Caesar in einer Reihe teils sehr blutig geführter Feldzüge erobert. Der letzte große gallische Aufstand unter Vercingetorix im Jahre 52 v. Chr. wurde in der Schlacht um Alesia schließlich niedergeschlagen. Caesar berichtet über diesen Konflikt, der ein aus innenpolitischen Gründen geführter Angriffskrieg war, in seinem Werk De bello gallico – Der Gallische Krieg. An seinem Ende hatten nach modernen Schätzungen (W. Will) viele Millionen Gallier den Tod gefunden.
Das eroberte Gebiet wurde nach Osten bis an die natürliche Grenze des Rheins ausgedehnt und umfasste damit auch das Siedlungsgebiet einiger germanischer Stämme. Die Drusus-Feldzüge (12 bis 9 v. Chr.) schufen vorübergehend (bis zu immensum bellum 1 bis 5 n. Chr. und clades Variana, der Varusniederlage im Teutoburger Wald 9 n. Chr.) eine rechtsrheinische Vorfeldkontrolle zur Sicherung Galliens gegen germanische Einfälle.

### Kaiserzeit und Romanisierung

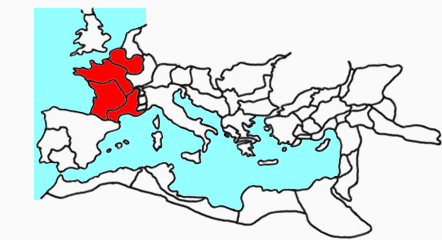
Die gallischen Provinzen Narbonensis, Aquitania, Lugdunensis und Belgica zur Zeit von Kaiser Trajan (117 n. Chr.)

Im Zuge der folgenden Befriedung des ausgebluteten Gebietes wurde eine römische Zivilverwaltung eingesetzt. Als Amtssprache wurde Latein verwendet. Dieses entwickelte sich, parallel zu den anderen nicht-italischen Provinzen unter Einfluss der einheimischen Sprache (hier also des Gallischen) später zum Vulgärlatein, das die hauptsächliche Sprachgrundlage des späteren Französischen bildet. Es entstand eine gallorömische Kultur. Insbesondere in Nîmes und Arles finden sich noch heute bedeutende römische Bauten der Periode.
Den nördlich des Po in Italien lebenden keltischen Stämmen wurde unter Caesar ab 49 v. Chr. das römische Bürgerrecht gewährt; die ehemalige Provinz Gallia Cisalpina wurde sodann ab 41 v. Chr. zum festen Bestandteil des römischen Reiches. Im transalpinen Gallien – dem „eigentlichen“ Gallien – hingegen wurde das Bürgerrecht an die lokalen Eliten vergeben, um als Anreiz zur Kooperation mit Rom zu dienen. Das Gebiet scheint sich in der Folge rasch ökonomisch erholt zu haben.
Unter Kaiser Augustus (27 v. Chr.–14 n. Chr.) wurde Gallien administrativ in das Imperium Romanum eingegliedert. Die neu entstandene Provinz Narbonensis hatte aufgrund ihrer Lage und Historie bereits früher enge Verbindungen zum römischen Mutterland. Aus der Gallia comata entstanden drei Provinzen, Gallia Aquitania, Gallia Lugdunensis und Gallia Belgica, die häufig auch als die Tres Galliae bezeichnet wurden. Lugdunum (Lyon) wurde Ort eines zentralen Kaiserkulttempels für die drei gallischen Provinzen (ohne die Belgica). Besonders in Südgallien hatte die Romanisierung dann bereits unter Kaiser Claudius einen Grad erreicht, der es ermöglichte, römische Gallier in den Senat aufzunehmen. Unter Domitian entstanden aus den beiden Militärbezirken am Rhein um 85 n. Chr. die beiden Provinzen Germania superior und Germania inferior. Im 2. Jahrhundert scheinen die gallischen Provinzen dann einen ersten Höhepunkt ihrer ökonomischen und kulturellen Entwicklung erlebt zu haben. 212 verlieh Kaiser Caracalla schließlich allen freien Reichsbewohnern – auch den Galliern – das römische Bürgerrecht (Constitutio Antoniniana).
Die erste Blüte des römischen Galliens endete während der Zeit der Reichskrise des 3. Jahrhunderts, als das Gebiet von plündernden äußeren Feinden und inneren Unruhen (Bagauden) heimgesucht wurde und ab 260 einige Jahre faktisch unabhängig von Rom war, bevor Kaiser Aurelian dieses Imperium Galliarum wieder unterwarf.

### Spätantike

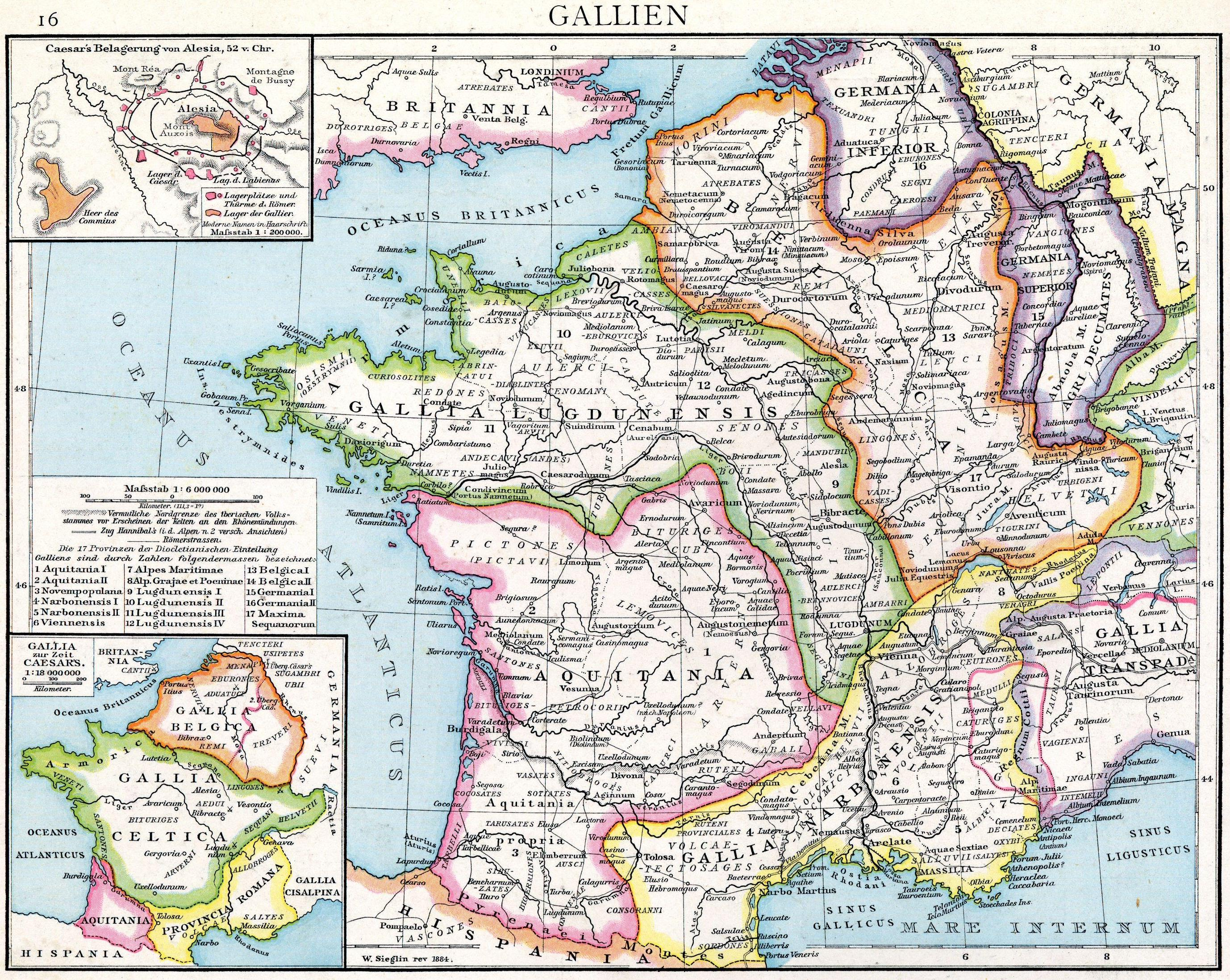
Historische Karte Galliens unter römischer Herrschaft aus Droysens Historischem Handatlas, 1886

In der Spätantike stabilisierte sich seit Diokletian die Lage wieder: Um 300 wurden zahlreiche Festungsanlagen modernisiert; in Lutetia (Paris), Augusta Treverorum (Trier) und Vienne residierten zeitweilig römische Kaiser. Seit der Reichsreform unter Diokletian war das römische Reich in vier Präfekturen (Gallia, Illyricum, Italia et Africa, Oriens) und 15 Diözesen eingeteilt. Die Präfektur Gallia bestand aus den Diözesen Hispaniae (XV), Septem Provinciarum (ehemals Viennensis) (XIV), Galliae (XIII) und Britanniae (XII), wobei letztere bereits um 400 von den Römern geräumt wurde. Das Christentum hatte vor allem in Südgallien bereits im 2. Jahrhundert Fuß gefasst – 177 war es in Lyon zu einer schweren Verfolgung gekommen – und erlebte nach 312 eine rasche Verbreitung, wenngleich die alten Kulte (mit abnehmender Anzahl von Anhängern) vor allem auf dem Land noch bis weit ins 5. Jahrhundert fortbestanden. Gerade im 4. Jahrhundert, als sich mehrere Kaiser längere Zeit in Gallien aufhielten – so konnte etwa Julian um 357 noch einmal die Rheingrenze gegen Plünderer sichern –, erlebte die antike Kultur in der Region eine Blüte, wie etwa das Werk des Ausonius illustriert. Die administrative und urbane Struktur Galliens in der Zeit um 400 gibt die Notitia Galliarum wieder, ein Verzeichnis der dortigen Provinzen und Städte.
Die sogenannte Völkerwanderung, die gegen Ende des 4. Jahrhunderts einsetzte, beendete für Gallien um 400 eine lange Zeit des erneuten Wohlstandes und relativen Friedens als Teil des römischen Reiches. Mit dem Rheinübergang von 406 drangen große germanische Kriegergruppen (Vandalen, Alamannen, Westgoten, Burgunden, Franken) nach Gallien ein. Im 5. Jahrhundert etablierten die Franken, Burgunden und Westgoten ihre Herrschaft in Gallien, lange Zeit als Föderaten in römischen Diensten, nach dem Zusammenbruch der kaiserlichen Herrschaft dann als faktisch souveräne Reiche. Der letzte Kaiser, der seine Ansprüche in Gallien kurzzeitig durchzusetzen vermochte, war gegen 470 Anthemius. Noch vor dem Ende des weströmischen Kaisertums 476 zerbrach die römische Herrschaft in Gallien. In Nordgallien operierte um 470 der römische Befehlshaber Paulus, der im Kampf gegen sächsische Plünderer unter Adovacrius fiel. Bis 486/87 hielt sich in Nordgallien noch Syagrius, der Sohn des Heermeisters (magister militum) Aegidius, der nach seinem Zerwürfnis mit der weströmischen Regierung hier einen eigenständigen Herrschaftsbereich errichtet hatte. Syagrius wurde Gregor von Tours zufolge als „König der Römer“ (rex Romanorum) bezeichnet; ob dies zutrifft, ist unklar. 486/87 wurde sein Herrschaftsbereich von Chlodwig I. gewaltsam in das Frankenreich inkorporiert. Chlodwig besiegte 507 auch die Westgoten, womit ganz Gallien bis auf die Mittelmeerküste fränkisch war. Chlodwigs Söhne und Enkel konnten bis 540 dann auch diese Gebiete erobern.
Während einer längeren Übergangszeit wurde die antik-römische Kultur aber noch von der gallorömischen Aristokratie gepflegt (siehe auch Gallorömischer Senatsadel) und insbesondere von der römisch-katholischen Kirche tradiert. Die Bezugnahme auf das Imperium Romanum blieb noch im ganzen 6. Jahrhundert eine von mehreren Möglichkeiten, seinen sozialen Rang zu legitimieren. Bekannte Persönlichkeiten dieser Transformationsepoche waren unter anderem Sidonius Apollinaris, Avitus von Vienne, Venantius Fortunatus und Gregor von Tours. Auch das westgotische und fränkische Königtum knüpfte nach dem Untergang Westroms an die spätantike Tradition an. Die Gallorömische Kultur verlor jedoch infolge des Umbruchsprozesses viel von ihrem antiken Charakter, und spätestens im späten 6. Jahrhundert begann in der Region das Frühmittelalter.

## Belege
1. ↑  Vgl. Ian N. Wood: The Merovingian Kingdoms, Harlow 1994, S. 5–32.

Koordinaten: 47° N, 3° O